# ری فلنیگان
ری فلنیگان (انگلیسی: Ray Flannigan; ۱۵ مارس ۱۹۴۹ – ۲۴ اکتبر ۲۰۱۵) بازیکن فوتبال بود.
از باشگاه‌هایی که در آن بازی کرده‌است می‌توان به باشگاه فوتبال مارگیت اشاره کرد.